# شيلتورن
شيلتورن (بالإنجليزية: Schilthorn)‏ هو أحد جبال سلسلة جبال الألب البرنية ويقع في كانتون برن في سويسرا. يحتل المرتبة رقم 215 في قائمة جبال سويسرا من حيث الارتفاع، إذ يبلغ ارتفاعه حوالي 2970 متر، بينما يبلغ ارتفاع نتوء الجبل 358 متر.